# San Diego Gulls (WCHL)
Die San Diego Gulls waren eine US-amerikanische Eishockeymannschaft aus San Diego, Kalifornien. Sie spielten von 1995 bis 2003 in der West Coast Hockey League sowie von 2003 bis 2006 in der ECHL.

## Geschichte
Die San Diego Gulls ersetzten 1995 das gleichnamige Team aus der International Hockey League, welches im Anschluss an die Saison 1994/95 nach Los Angeles, Kalifornien, umgesiedelt und in Los Angeles Ice Dogs umbenannt wurde. Die Gulls gewannen in ihren acht Jahren in der West Coast Hockey League fünf Mal den Taylor Cup. Am 11. Dezember 2002 wurde Danielle Dube die dritte weibliche Torhüterin für ein professionelles Team der Männer. Dube spielte als Torwart für die San Diego Gulls bei der 4:1-Niederlage gegen die Long Beach Ice Dogs. Im Jahr 2003 wurde die WCHL der Pacific Division in der ECHL, früher bekannt als der East Coast Hockey League, integriert. Im Jahr 2004 wurden die Gulls die ECHL Tochtergesellschaft der Colorado Avalanche. Am 29. Juni 2006 wurden die Gulls aufgelöst und ihre Spieler wurden als Free Agents verfügbar.
Während ihrer WCHL-Zeit und in ihren ersten Jahren der East Coast Hockey League, wurden die Gulls vom St. Cloud State University (Minnesota) durch den früheren Studenten Steve Martinson gecoacht. Martinson verließ die Gulls und ging als Trainer zu den Rockford IceHogs der UHL. Martin St. Amour wurde der Nachfolger bei den Gulls vor der Saison 2004/05. St. Amour trat in der Mitte der Saison 2005/06 zurück und wurde durch die ehemaligen Spieler der Gulls, Jamie Black und B.J. MacPherson als Co-Trainer ersetzt.

## Saisonstatistik
Abkürzungen: GP = Spiele, W = Siege, L = Niederlagen, T = Unentschieden, OTL = Niederlagen nach Overtime SOL = Niederlagen nach Shootout, Pts = Punkte, GF = Erzielte Tore, GA = Gegentore, PIM = Strafminuten
| Saison  | GP | W  | L  | T  | OTL | SOL | Pts | GF  | GA  | Platz      | Playoffs                        |
| 1995/96 | 58 | 49 | 7  | —  | 2   | —   | 100 | 350 | 232 | 1. WCHL    | Taylor Cup                      |
| 1996/97 | 64 | 50 | 12 | —  | 2   | —   | 102 | 400 | 210 | 1. WCHL    | Taylor Cup                      |
| 1997/98 | 64 | 53 | 10 | —  | 1   | —   | 107 | 347 | 198 | 1. WCHLS   | Taylor Cup                      |
| 1998/99 | 71 | 45 | 19 | —  | 7   | —   | 97  | 342 | 242 | 1. WCHLS   | Niederlage im Finale            |
| 1999/00 | 70 | 46 | 16 | —  | 8   | —   | 100 | 297 | 221 | 1. WCHLS   | Niederlage in der zweiten Runde |
| 2000/01 | 72 | 50 | 17 | —  | 5   | —   | 105 | 263 | 192 | 1. WCHLS   | Taylor Cup                      |
| 2001/02 | 72 | 47 | 22 | —  | 3   | —   | 97  | 255 | 209 | 1. WCHLS   | Niederlage in der zweiten Runde |
| 2002/03 | 72 | 45 | 22 | —  | 5   | —   | 95  | 245 | 182 | 2. WCHL    | Taylor Cup                      |
| 2003/04 | 72 | 49 | 13 | 10 | —   | —   | 108 | 240 | 177 | 1. Pacific | Niederlage in der ersten Runde  |
| 2004/05 | 72 | 35 | 29 | 8  | —   | —   | 78  | 206 | 222 | 6. West    | nicht qualifiziert              |
| 2005/06 | 72 | 34 | 30 | 8  | —   | —   | 76  | 213 | 214 | 4. Pacific | Niederlage in der zweiten Runde |